# Línea 1 (Tren Ligero de Seattle)

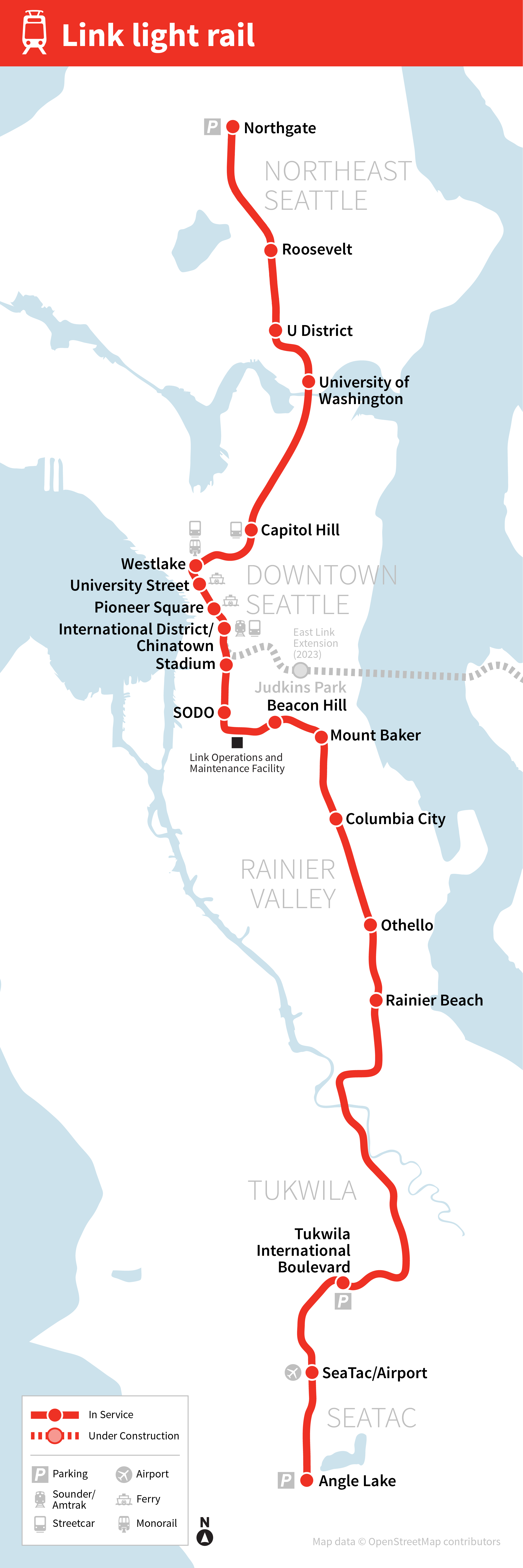
Mapa de Línea 1

La Línea 1 del Tren Ligero de Seattle, consiste en 16 estaciones. La línea inicia en la estación Universidad de Washington en Seattle a la estación Angle Lake en SeaTac. La línea inició sus operaciones el 18 de julio de 2009, se expandió hacia la Universidad de Washington en marzo de 2016 y Angle Lake en septiembre de 2016.

## Estaciones
|                                                              | Nombre                           | Apertura | Ciudad/Barrio                               | Localidad                                               | Plataformas | Notas                                                                                     |
| ------------------------------------------------------------ | -------------------------------- | -------- | ------------------------------------------- | ------------------------------------------------------- | ----------- | ----------------------------------------------------------------------------------------- |
| Fin de la línea; futura extensión (Northgate Link Extension) |                                  |          |                                             |                                                         |             |                                                                                           |
| University Link Tunnel                                       |                                  |          |                                             |                                                         |             |                                                                                           |
|                                                              | Universidad de Washington        | 2016     | University District, Seattle                | bajo Montlake Blvd NE & NE Pacific St                   | Centro      |                                                                                           |
|                                                              | Capitol Hill                     | 2016     | Capitol Hill, Seattle                       | bajo Broadway & E John St                               | Centro      | Conexiones al First Hill Streetcar.                                                       |
| Downtown Seattle Transit Tunnel                              |                                  |          |                                             |                                                         |             |                                                                                           |
|                                                              | Westlake                         | 1990     | Downtown Seattle                            | bajo 4th Avenue & Pine Street                           | Exterior    | Conexiones al monorriel y al tranvía.                                                     |
|                                                              | Symphony                         | 1990     | Downtown Seattle                            | bajo 3rd Avenue & University Street                     | Exterior    |                                                                                           |
|                                                              | Pioneer Square                   | 1990     | Pioneer Square, Seattle                     | bajo 3rd Avenue & Cherry Street                         | Exterior    |                                                                                           |
|                                                              | International District/Chinatown | 1990     | International District / Chinatown, Seattle | bajo Union Station en 5th Avenue S. & S. Jackson Street | Exterior    |                                                                                           |
| Conexión a futura extensión (East Link)                      |                                  |          |                                             |                                                         |             |                                                                                           |
| Superficie                                                   |                                  |          |                                             |                                                         |             |                                                                                           |
|                                                              | Stadium                          | 2009     | SoDo, Seattle                               | SoDo Busway & S. Royal Brougham Way                     | Centro      | Plataforma más grande funciona para el Safeco Field y CenturyLink Field                   |
|                                                              | SODO                             | 2009     | SoDo, Seattle                               | SoDo Busway & S. Lander Street                          | Exterior    |                                                                                           |
| Beacon Hill Tunnel                                           |                                  |          |                                             |                                                         |             |                                                                                           |
|                                                              | Beacon Hill                      | 2009     | Beacon Hill, Seattle                        | bajo Beacon Avenue S. & S. Lander Street                | Centro      |                                                                                           |
| Elevada                                                      |                                  |          |                                             |                                                         |             |                                                                                           |
|                                                              | Mount Baker                      | 2009     | Mount Baker, Seattle                        | Martin Luther King Jr. Way S. & Rainier Avenue S.       | Exterior    |                                                                                           |
| Superficie (Martin Luther King Jr. Way)                      |                                  |          |                                             |                                                         |             |                                                                                           |
|                                                              | Columbia City                    | 2009     | Columbia City, Seattle                      | MLK Jr. Way S. between S. Edmunds & S. Alaska Streets   | Exterior    |                                                                                           |
|                                                              | Othello                          | 2009     | New Holly, Seattle                          | MLK Jr. Way S. between S. Othello & S. Myrtle Streets   | Exterior    |                                                                                           |
|                                                              | Rainier Beach                    | 2009     | Rainier Valley, Seattle                     | MLK Jr. Way S. & S. Henderson Street                    | Centro      |                                                                                           |
| Elevada                                                      |                                  |          |                                             |                                                         |             |                                                                                           |
|                                                              | Tukwila International Blvd       | 2009     | Tukwila                                     | SR 518 & Tukwila International Blvd                     | Exterior    | 600 estacionamientos                                                                      |
|                                                              | SeaTac/Aeropuerto                | 2009     | SeaTac                                      | Al este del estacionamiento del aeropuerto              | Centro      | Puentes peatonales a la terminal principal y kiss-and-ride al centro y International Blvd |
|                                                              | Angle Lake                       | 2016     | SeaTac                                      | Edificio de estacionamiento                             | Centro      |                                                                                           |
| Fin de la Línea; futura extensión (South Link)               |                                  |          |                                             |                                                         |             |                                                                                           |